# Akcent
Akcent (с рум. — «Акцент») — румынская поп-группа.

## История
Группа была создана в 1999 году Адрианом Сынэ. В первоначальный состав также входила подруга Сынэ — Рамона Барта. Первый альбом вышел в 2000 году и назывался «Senzatia» («Сенсация»). Также на песню «Ultima Vara» («Последнее лето») был снят клип. Альбом не имел успеха, и в 2001 году Рамона покинула группу, выйдя замуж и переехав в США на постоянное место жительства.
В 2002 году произошло изменение состава группы. Помимо Адриана в неё вошли Мариус Неделку, Сорин Бротней и Михай Груя. Их дебютный румынский альбом In Culori был выпущен в Румынии 10 января 2002 года, он включал в себя хиты «Ti-am Promis» («Я тебе обещал»), «Prima Iubire» («Первая любовь») и «In Culori» («В цвете»). Композитором этого и следующего альбомов являлся Мариус Мога, тогда ещё начинающий музыкант, а позднее — лидер группы Morandi и один из известнейших румынских композиторов и продюсеров.
В 2003 году группа выпустила альбом «100 BPM», с песней «Suflet pereche», ставшей гимном любви 2003 года.
Альбом 2004 года «Poveste De Viata» («Рассказ о жизни») явился новой страницей в творчестве коллектива. Авторами почти всех песен (кроме «Hey, Baby (Spune-mi)») стала группа Play & Win.
Англоязычный дебютный альбом «French Kiss with Kylie» был выпущен в Европе 23 августа 2006 года и включал их 2 европейских главных хита: «Kylie» и «Jokero». Хитами также стали песни «King of Disco», «Let, s Talk About It» и «Phonesex» с альбома 2007 года «King of Disco».
В апреле 2008 Мариус Неделку покинул группу, сделав выбор в пользу сольной карьеры. Вместо него в мае 2008 года пришёл экс-участник румынской рок-группы «Bliss» Корнелиу Улич, который сотрудничал с группой полгода. С его участием была записана песня «Umbrela Ta». В том же году «Akcent» в новом составе выступил в Москве на концерте радиостанции «Europa plus».
В 2009 группа выпустила альбом Fără Lacrimi или No Tears. Песни «Stay With Me», «On & On (When the Lights Go Down)» и «That’s My Name» стали популярными на радиостанциях в Румынии, а также в других европейских странах. В том же году Адриан Сыне, параллельно с работой в группе начал сольную карьеру.
В 2013 году группу покинули Михай и Сорин. Адриан сообщил о новой главе в истории группы и выпустил сингл «Nu Ma Tem De Ea».

## Состав
Текущий состав:
- Adrian Claudiu Sâna

Бывшие участники:
- Мариус Неделку
- Рамона Барта
- Corneliu Ulici
- Mihai Gruia
- Sorin Ştefan Brotnei

## Дискография

### Альбомы
1. Senzatzia (2000)
2. In Сulori (2002)
3. 100 BPM (2003)
4. Poveste De Viata (2004)
5. S.O.S. (2005)
6. Primul Capitol (2006)
7. King Of Disco (2007)
8. Fara Lacrimi (2009)
9. Around The World (2014)
10. Love The Show (2016)

### Международные альбомы
1. French Kiss with Kylie (2006) — (Re-Release) (2007)
2. True Believers (2009)

## Чарты
- «Ti-am promis» (2002) — #1 Румыния
- «Prima iubire» (2002) — #2 Румыния[1]
- «In culori» (2002) — #7 Румыния
- «Buchet de trandafiri» (2003) — #1 Румыния
- «Suflet pereche» (2003) — #4 Румыния
- «Poveste de viata» (2004)
- «Kylie» (2005) — #4 Нидерланды, #3 Бельгия, #21 Франция, #18 Швеция, #1 Финляндия, #2 Норвегия, #2 Польша, #4 Россия, #5 Украина, #2 Турция, #2 Белоруссия
- «Dragoste de inchiriat»/«Kylie» (2005) — #2 Румыния,[2] #1 Польша, #4 Нидерланды
- «Jokero» (2005) — #1 Румыния, #14 Польша, #27 Нидерланды, #6 Россия, #7 Швеция
- «French Kiss» (2006) — #9 Румыния, #35 Польша, #12 Белоруссия
- «Phonesex» (2007) — #9 Румыния, #54 Польша
- «King of Disco» (2007) — #7 Румыния, #31 Польша
- «Let’s Talk About It» (2007) — #7 Румыния, #19 Польша
- «Umbrela Ta» (2008)
- «Stay With Me» (2008) — #1 Румыния, #1 Сербия, #1 Турция, #1 Болгария
- «Lover’s Cry» (2008) — #33 Польша, #1 Сербия, #3 Хорватия, #2 Албания
- «That’s My Name» (2009) — #4 Румыния, #1 Болгария, #1 Албания, #1 Иордания
- «My Passion» (2011) — #1 Россия
- «Angel» (2011) — #1 Россия, #1 Литва, #12 Румыния
- «I'm Sorry» (2012) — #32 Румыния, #23 Болгария
- «Boracay» (2015) — #1 Болгария
- «Rita» (2018) — #8 Sawa Wave Awards